# Автоном
Автоно́м — чоловіче ім'я. Уживаються такі форми цього імені: Автономко, Автономонько, Автономочко. Від нього пішло прізвище Автономов.
До української мови запозичене через старослов'янську (Авътономъ) з грецької (грец. Αὑτόνόμος). У грецькій мові ім'я утворене на основі прикметника αὑτόνόμος — «самостійний, незалежний».
Від імені Автоном утворюються відповідні форми по батькові: Автономович, Автономівна.
Іменини — 25 вересня — св. свящмуч. Автонома..

## Відомі носії
- Святий Автоном
- Солтановський Автоном Якимович — український педагог і мемуарист.